# Sphagnum pendulirameum
Sphagnum pendulirameum är en bladmossart som beskrevs av H. Crum 1987. Sphagnum pendulirameum ingår i släktet vitmossor, och familjen Sphagnaceae. Inga underarter finns listade i Catalogue of Life.